# Décohérence quantique
Pour les articles homonymes, voir quantique.
La décohérence quantique est une théorie susceptible d'expliquer la transition entre les règles physiques quantiques et les règles physiques classiques telles que nous les connaissons, à un niveau macroscopique. Plus spécifiquement, cette théorie apporte une réponse, considérée comme étant la plus complète à ce jour, au paradoxe du chat de Schrödinger et au problème de la mesure quantique.
La théorie de la décohérence a été introduite par H. Dieter Zeh en 1970. Elle a reçu ses premières confirmations expérimentales en 1996.

## Introduction
Tous les objets décrits par la physique classique (projectile, planète, chat, etc.) étant composés, en dernière analyse, d'atomes et de particules, et ces derniers étant décrits entièrement par la physique quantique, il est logique de considérer que les règles de la physique classique puissent se déduire de celles de la physique quantique. Or, les tentatives en ce sens ont posé de nombreux problèmes dès le départ et pendant très longtemps.
La théorie de la décohérence est dans les années 2020 une des tentatives les plus satisfaisantes en ce sens, bien qu'elle ne traite pas la totalité des problèmes.

## Les problèmes de transition quantique/classique
Le problème majeur est que la physique quantique admet des états superposés, absolument inconnus à un niveau macroscopique décrit par la physique classique.
L'exemple le plus frappant décrivant ce problème est l'expérience du chat de Schrödinger. Dans cette expérience de pensée, l'état superposé d'une particule (désintégrée/non désintégrée) doit se propager, en suivant scrupuleusement les règles quantiques, à l'état d'un chat qui devrait également être, selon ces règles, dans un état superposé mort/vivant. Or, un tel état n'est jamais observé, d'où paradoxe et problème.
La théorie quantique tient compte de cette non-observabilité des états superposés quantiques en stipulant que tout acte d'observation provoque un effondrement de la fonction d'onde, c'est-à-dire sélectionne instantanément un et un seul état parmi l'ensemble des états superposés possibles. Cela donne lieu à un postulat spécifique (postulat 5 dit de « Réduction du paquet d'onde »), qui est en contradiction mathématique avec un autre postulat de la mécanique quantique (postulat 6 : l'équation de Schrödinger). Voir « Problème de la mesure quantique » pour une présentation détaillée de ce problème.
Tel est le problème principalement traité par la théorie de la décohérence. D'autres problèmes interviennent dans la transition quantique ⇒ classique, comme le problème du déterminisme, ou des paradoxes de non-localité, mais qui ne sont pas spécifiquement traités par cette théorie.

## La décohérence
La théorie de la décohérence s'attaque donc au problème de la disparition, au niveau macroscopique, des états quantiques superposés. Son objectif est de démontrer que le postulat de réduction du paquet d'onde est une conséquence de l'équation de Schrödinger, et n'est pas en contradiction avec celle-ci.
L'idée de base de la décohérence est qu'un système quantique ne doit pas être considéré comme isolé, mais en interaction avec un environnement possédant un grand nombre de degrés de liberté. Ce sont ces interactions qui provoquent la disparition rapide des états superposés.
En effet, selon cette théorie, chaque éventualité d'un état superposé interagit avec son environnement ; mais la complexité des interactions est telle que les différentes possibilités deviennent rapidement incohérentes (d'où le nom de la théorie). On peut démontrer mathématiquement que chaque interaction « déphase » les fonctions d'onde des états les unes par rapport aux autres, jusqu’à devenir orthogonales et de produit scalaire nul. En conséquence, la probabilité d'observer un état superposé tend rapidement vers zéro.
Seuls restent observables les états correspondant aux états observables macroscopiquement, par exemple - dans le cas du Chat de Schrödinger - mort ou bien vivant.
Les interactions et l'environnement dont il est question dans cette théorie ont des origines très diverses. Typiquement, le simple fait d'éclairer un système quantique suffit à provoquer une décohérence. Même en l'absence de tout éclairage, il reste au minimum les photons du fond diffus cosmologique qui provoquent également une décohérence, bien que très lente.
Naturellement, le fait de mesurer volontairement un système quantique provoque des interactions nombreuses et complexes avec un environnement constitué par l'appareil de mesure. Dans ce cas, la décohérence est pratiquement instantanée et inévitable.
Donc, pour la théorie de la décohérence, l'effondrement de la fonction d'onde n'est pas spécifiquement provoquée par un acte de mesure, mais peut avoir lieu spontanément, même en l'absence d'observation et d'observateurs (ou plutôt appareil de mesure). Ceci est une différence essentielle avec le postulat de réduction du paquet d'onde qui ne spécifie pas comment, pourquoi ou à quel moment a lieu la réduction, ce qui a ouvert la porte à des interprétations mettant en jeu la présence d'un observateur. Ces interprétations sont actuellement sans objet, car elles donnaient trop d'importance à l'expérimentateur, alors que le système observé, en interaction naturellement avec l'univers, avait déjà effectué sa décohérence...
Pour expérimenter les formes de la décohérence quantique, les scientifiques utilisent des « chatons de Schrödinger ». Il s'agit d'une dizaine de photons rassemblés que l'on peut observer passer d'une forme quantique à multiple états à une forme à un seul état par ce que l'on pense être la décohérence. De tels chatons se fabriquent de plusieurs manières, par exemple avec une boite à l'intérieur de laquelle des miroirs forcent des photons à rebondir plusieurs milliards de fois. Au laboratoire Kastler Brossel, spécialisé en physique fondamentale des systèmes quantiques, Serge Haroche, qui a reçu le prix Nobel de physique en 2012 pour ces travaux, a construit de telles boites. Il est possible d'y observer un photon en états superposés perdre plus ou moins rapidement cette particularité ; à partir de 10 photons introduits dans la boite, la décohérence est presque instantanée.

### Durée
La théorie de la décohérence prévoit qu'un certain temps est nécessaire pour que les déphasages s'accumulent, et finissent par rendre négligeables la probabilité des états superposés, les réduisant à une pure convention de raisonnement.
Avec certains modèles simples, mais pertinents, il est possible de calculer les valeurs théoriques de temps de décohérence dans un certain nombre de cas de figure. Les valeurs calculées à l'aide de ces modèles dépendent essentiellement de la grandeur de l'objet considéré et de l'environnement.
|                                                         | Poussière (10−3 cm) | Agrégat moléculaire (10-5 cm) | Molécule complexe (10-6 cm) |
| ------------------------------------------------------- | ------------------- | ----------------------------- | --------------------------- |
| Dans l'air                                              | 10-36 s             | 10-32 s                       | 10-30 s                     |
| Vide de laboratoire (106 molécules par centimètre cube) | 10-23 s             | 10-19 s                       | 10-17 s                     |
| Vide parfait + éclairage solaire                        | 10-21 s             | 10-17 s                       | 10-13 s                     |
| Vide intergalactique + rayonnement 3 K                  | 10-6 s              | 106 s ~ 11 jours              | 1012 s ~ 32 000 ans         |

## Validité
Cette théorie est considérée aujourd'hui comme étant l'approche la plus aboutie pour résoudre le problème de la mesure quantique[réf. souhaitée]. Elle a reçu un grand nombre de confirmations expérimentales,. Toutefois des problèmes subsistent, qui ne sont pas entièrement, ou pas du tout, résolus par cette théorie.

### États superposés de probabilité non nulle
Dans la théorie de la décohérence, l'état est décrit dans le formalisme de la matrice densité, la base de mesure étant sélectionnée par l'environnement selon un processus nommé « einselection » (pour environment induced selection) par Zurek. Dans cette base, les éléments non diagonaux de la matrice densité, également appelés cohérences, tendent exponentiellement vers zéro avec un temps caractéristique très court, mais ne deviennent jamais rigoureusement nuls.
Cela est d'ailleurs théoriquement impossible, car les lois quantiques sont invariantes par changement de base de l'espace de Hilbert représentant les états quantiques, alors qu'une diagonalisation parfaite n'est valable que dans une base donnée.
Ceci est en contradiction avec le postulat de réduction du paquet d'onde, qui stipule que les états superposés disparaissent rigoureusement. La théorie de la décohérence arrive donc à déduire ce postulat, mais seulement de manière approchée.
Toutefois, les coefficients sont tellement faibles que toute mise en évidence des états superposés résiduels est absolument impossible en pratique, même si l'expérience utilise toute la matière et l'énergie de l'univers et ce, même pour des interactions relativement faibles. Donc en pratique sur ce point la décohérence a la même conséquence que le postulat de réduction du paquet d'onde.

### Unicité de la mesure
La décohérence mène non pas à un état unique, mais à un ensemble d'états mutuellement exclusifs dont les probabilités sont régies par les lois de la physique quantique.
Par exemple, la matrice densité du chat de Schrödinger évolue par décohérence en {\displaystyle {\begin{pmatrix}{\frac {1}{2}}&0\\0&{\frac {1}{2}}\end{pmatrix}}}, ce qui signifie que le chat est soit mort avec une probabilité de 0,5 ou soit vivant avec une probabilité de 0,5, et non pas en {\displaystyle {\begin{pmatrix}1&0\\0&0\end{pmatrix}}} ou {\displaystyle {\begin{pmatrix}0&0\\0&1\end{pmatrix}}} comme on aurait pu le souhaiter, car - finalement- l'état constaté du chat correspond à une de ces deux dernières matrices.
Ainsi, le mécanisme qui « choisit » l'état final du chat échappe à la théorie de la décohérence. Or, le postulat de réduction du paquet d'onde stipule que l'état final est bien projeté sur une et une seule valeur. Ce postulat n'est donc pas entièrement couvert par la théorie de la décohérence.
Les tenants de la théorie de la décohérence opposent à ce constat les considérations suivantes :
- La théorie de la décohérence n'apporte pas d'indications à propos de l'unicité du réel, mais cette unicité est compatible avec la théorie de la décohérence. On n'en demande pas plus à une théorie physique.
- Étant donné que l'état d'un système représente les informations accessibles sur lui, le fait que les différents états soient mutuellement exclusifs à la suite d'une décohérence implique que l'état physique prend bien une et une seule valeur, les autres valeurs étant inaccessibles. Avec cette définition de l'état d'un système, l'unicité découle implicitement de l'exclusion mutuelle qui elle-même est une conséquence de la décohérence. Par transitivité, on peut conclure que l'unicité découle implicitement de la décohérence.

### Universalité
La question peut se poser de savoir si le mécanisme de la décohérence s'applique dans tous les cas de figure où s'applique le postulat de réduction du paquet d'onde.
Il s'avère que certains cas importants échappent au formalisme de la décohérence, notamment ceux où les observables apparaissent en cours de mesure, comme dans le cas des chambres à bulles. Il n'y a donc aucune preuve formelle que le mécanisme de la décohérence s'applique à ces cas.
Toutefois, il n'y a pas non plus de preuve du contraire, et l'opinion largement répandue parmi les scientifiques est qu'il est vraisemblable que la décohérence soit un phénomène universel.

### Interprétation de la matrice densité
La théorie de la décohérence est entièrement fondée sur le formalisme de la matrice densité et n'est pas prouvée en dehors de ce cadre. Certains physiciens, notamment Roger Penrose, soulignent les problèmes de l'utilisation d'une matrice densité pour extrapoler des propriétés concernant les phénomènes quantiques. Les problèmes sont de deux ordres :
- la matrice densité représente, selon ce point de vue, une approximation du réel car ce formalisme est utilisé quand le détail du système quantique examiné ne peut être connu. Rien ne prouve qu'un phénomène crucial n'a pas été négligé dans l'approximation de la matrice densité (par exemple, la gravitation), ou que des artefacts n'apparaissent pas, dus à cette approximation ;
- surtout, une même matrice densité peut avoir un grand nombre d'interprétations « réelles ». Quand la théorie de la décohérence prouve que la matrice densité se diagonalise, il reste à montrer pourquoi et par quel mécanisme la nature choisit une interprétation de cette matrice plutôt qu'une autre.

Ainsi, les deux matrices densité :
{\displaystyle D1={\frac {1}{2}}|{\text{chat mort}}\rangle \langle {\text{chat mort}}|+{\frac {1}{2}}|{\text{chat vivant}}\rangle \langle {\text{chat vivant}}|}
et
{\displaystyle D2={\frac {1}{4}}|{\text{chat mort}}+{\text{chat vivant}}\rangle \langle {\text{chat mort}}+{\text{chat vivant}}|+{\frac {1}{4}}|{\text{chat mort}}-{\text{chat vivant}}\rangle \langle {\text{chat mort}}-{\text{chat vivant}}|}
sont égales.
Deux états quantiques correspondant respectivement à ces matrices sont :
{\displaystyle {\tfrac {1}{\sqrt {2}}}|{\text{chat mort}}\rangle |{\text{environnement chat mort}}\rangle +{\tfrac {1}{\sqrt {2}}}|{\text{chat vivant}}\rangle |{\text{environnement chat vivant}}\rangle ,}
qui est la solution du paradoxe du Chat de Schrödinger selon la théorie de la décohérence, et
{\displaystyle {\begin{aligned}&{\tfrac {1}{2{\sqrt {2}}}}\left(|{\text{chat mort}}\rangle +|{\text{chat vivant}}\rangle \right)\left(|{\text{environnement chat mort}}\rangle +|{\text{environnement chat vivant}}\rangle \right)\\+&\textstyle {\tfrac {1}{2{\sqrt {2}}}}\left(|{\text{chat mort}}\rangle -|{\text{chat vivant}}\rangle \right)\left(|{\text{environnement chat mort}}\rangle -|{\text{environnement chat vivant}}\rangle \right),\end{aligned}}}
qui est un état physique tout à fait valide et possible selon les règles quantiques (on arrive d'ailleurs à superposer réellement de cette manière des paires de particules EPR).
Il reste à démontrer, dans la théorie de la décohérence, pourquoi seule la première possibilité advient dans la réalité et jamais la seconde, alors que les deux formes sont parfaitement valides selon la théorie quantique.

## Décohérence et réduction du paquet d'onde
On voit d'après ce qui précède qu'il ne faut pas confondre décohérence et réduction du paquet d'onde. Voici un tableau récapitulant les différences :
| Réduction du paquet d'onde                                      | Décohérence                                            |
| --------------------------------------------------------------- | ------------------------------------------------------ |
| Postulat indépendant                                            | Déduit d'un postulat                                   |
| Durée de la réduction instantanée                               | Durée dépendante de l'environnement                    |
| Les états superposés n'existent plus après la réduction         | États superposés indétectables                         |
| Réduction provoquée par un acte de mesure, de nature subjective | Réduction spontanée, objective                         |
| Universalité postulée                                           | Universalité vraisemblable                             |
| Sélectionne un état unique                                      | Sélectionne un ensemble d'états mutuellement exclusifs |

À ce jour, il n'est pas encore tranché de savoir si la décohérence est une approximation du postulat de réduction du paquet d'onde, ou si c'est au contraire le postulat qui approche la réalité de la décohérence. Malgré tout, nombreux sont les physiciens penchant vers la deuxième hypothèse.

## Annexe: Formalisme mathématique de la décohérence

Modèle de décohérence.

Soit une boule macroscopique de rayon R, dans un état superposé de positions aux coordonnées x1 et x2.
Son état quantique est {\displaystyle |\psi \rangle =a_{1}|\psi 1\rangle +a_{2}|\psi 2\rangle }, 
{\displaystyle |\psi 1\rangle } et {\displaystyle |\psi 2\rangle } étant respectivement l'état de position x1 et x2. On suppose x1 et x2 assez éloignés, et l'état de position suffisamment centré pour que {\displaystyle |\psi 1\rangle } et {\displaystyle |\psi 2\rangle } soient orthogonaux (aucune influence l'un sur l'autre). Ces deux états peuvent donc appartenir à une base orthonormée. Le processus de décohérence se déroule dans une base privilégiée, qui est la base propre de l'observable ayant une intrication minimale (idéalement, nulle) avec l'environnement : ici la position.
La matrice densité initiale, dans cette base, correspondant à cet état quantique est très simple : {\displaystyle {\begin{pmatrix}|a_{1}|^{2}&a_{1}a_{2}^{*}\\a_{1}^{*}a_{2}&|a_{2}|^{2}\end{pmatrix}}}.
Cette boule est plongée dans un environnement constitué de particules d'impulsion moyenne p, dont la distribution de vitesse (direction) est aléatoire (typiquement, une atmosphère, ou un éclairage non cohérent et non monochromatique).
Soit une particule d'impulsion p, venant heurter en x la boule dans l'état x1. Sa fonction d'onde est {\displaystyle e^{ip{\frac {x}{\hbar }}}}. Après le choc, considéré comme élastique, on peut démontrer que la fonction d'onde de la particule devient {\displaystyle e^{ip'{\frac {x}{\hbar }}+i(\delta +\alpha )}}.
On constate donc un déphasage de la fonction d'onde de l'environnement à chaque fois qu'une collision se produit. Ces déphasages s'accumulent au cours du temps, donnant une évolution dynamique de la matrice densité :
{\displaystyle {\begin{pmatrix}|a_{1}|^{2}&e^{-\alpha t}a_{1}a_{2}^{*}\\e^{-\alpha t}a_{1}^{*}a_{2}&|a_{2}|^{2}\end{pmatrix}}}, avec {\displaystyle \alpha =|x_{1}-x_{2}|^{2}{\frac {p^{2}R^{2}N\nu }{\hbar ^{2}}}}.
Quand t augmente, la matrice densité tend rapidement vers la forme {\displaystyle {\begin{pmatrix}|a_{1}|^{2}&0\\0&|a_{2}|^{2}\end{pmatrix}}}. On parle alors de diagonalisation de la matrice. Cet état diagonal est caractéristique d'états quantiques orthogonaux, et donc mutuellement exclusifs.